# Золотов, Юрий Константинович
Ю́рий Константи́нович Зо́лотов (11 марта 1923, Калуга — 14 июля 1996, Москва) — советский и российский искусствовед, автор многих книг по истории западноевропейского искусства, доктор искусствоведения (1968), заслуженный профессор МГУ (1996).

## Биография
Юрий Золотов родился 11 марта 1923 года в Калуге в семье военного.
В 1940 году поступил в Московский институт философии, литературы и истории (МИФЛИ), учился на искусствоведческом отделении литературного факультета. После начала Великой Отечественной войны участвовал в строительстве оборонительных сооружений, а также работал на одном из военных заводов.
Затем учился на искусствоведческом отделении филологического факультета Московского государственного университета, которое окончил в 1947 году. Был учеником Бориса Виппера, участвовал в работе его семинара по западноевропейскому искусству XVII и XVIII веков.
После этого Юрий Золотов поступил в аспирантуру МГУ, которую окончил в 1950 году. Его научным руководителем был Борис Виппер. В 1952 году Золотов защитил кандидатскую диссертацию по теме «Реализм во французской жанровой живописи XVIII века» и получил учёную степень кандидата искусствоведения.
С 1950 года и до конца своей жизни Юрий Золотов работал на кафедре истории зарубежного искусства отделения истории и теории искусства, которое как раз в 1950 году было переведено с филологического на исторический факультет МГУ). Он читал курсы по истории западноевропейского искусства (в частности, вёл спецкурс «Методология творчества французских художников XVIII века»). В 1967 году он защитил докторскую диссертацию по теме «Французский портрет XVIII века» и в 1968 году получил учёную степень доктора искусствоведения.
С 1991 года Юрий Золотов был президентом Российского общества истории искусства, основанного по его инициативе. Впоследствии это общество было принято в Международное общество истории искусств (CIHA).
Юрий Золотов — автор ряда книг, посвящённых истории западноевропейской живописи, в том числе творчеству художников Жана Батиста Симеона Шардена, Жана Оноре Фрагонара, Жоржа де Латура, Антуана Ватто, Никола Пуссена и Яна Вермеера.
Юрий Золотов скончался 14 июля 1996 года в Москве. Директор Лувра Пьер Розенберг написал, что его смерть стала «невосполнимой потерей для истории искусства, в особенности французского, в изучении которого профессор Золотов играл главную роль». Похоронен на Хованском кладбище.
Супруга — лингвист Г. А. Золотова (1924—2020).

## Сочинения Ю. К. Золотова
Книги
- Шарден. М., Искусство, 1955
- Фрагонар. М., Искусство, 1959
- Латур. М., Искусство, 1960
- Французский портрет XVII века. М., Искусство, 1968
- Французский портрет XVIII века. М., Искусство, 1968
- Антуан Ватто. Старинные тексты. М., Искусство, 1971 (составитель)
- Лувр. Париж. М., Изобразительное искусство, 1971
- Антуан Ватто в русских музеях. М., 1972.
- Антуан Ватто. Л., Аврора, 1973 (составитель)
- Жорж де Ла Тур. М., Искусство, 1979
- Пуссен. М., Искусство, 1988
- Вермер Делфтский. М., Изобразительное искусство, 1995, ISBN 5-85200-235-6

Статьи
- Французская живопись XVIII в. и вопросы стилистики // Искусство.— 1988. — № 4. — С. 58—62
- Парадоксы стиля в XVII в. // Вопросы искусствознания. — 1994. — № 2/3. — С. 188—195 .